# Стрипа (притока Кормину)
Стрипа — річка в Україні, у Ківерцівському районі Волинської області. Ліва притока Кормину, (басейн Дніпра).

## Опис
Довжина річки приблизно 11,77 км, найкоротша відстань між витоком і гирлом — 10,52 км, коефіцієнт звивистості річки — 1,12. Формується багатьма безіменними струмками та загатами. Частково каналізована.

## Розташування
Бере початок на північно-східній стороні від села Журавичі у заболоченому мішаному лісі в урочищі Каменюха. Спочатку тече на південний, потім на північний схід понад Берестяне і на південно-західній стороні від Холоневичів впадає у річку Кормин, праву притоку Стиру.

## Притоки
- Млинек (правий).

## Цікавинка
- На правому березі річки розташований Лопатенський історико-природничий музейний комплекс.[3].